# Йоич, Никола
Нико́ла Йо́ич (серб. Никола Јојић; род. 15 сентября 2003, Чачак) — сербский футболист, вингер клуба «Сток Сити», на правах аренды выступающий за «Младост».

## Клубная карьера
Йоич — воспитанник клуба «Младост». 24 июля 2021 года в матче против «Црвены звезды» он дебютировал в сербской Суперлиге. 20 мая 2022 года в поединке против «Спартака» из Суботицы Никола сделал «дубль», забив свои первые голы за «Младост». Летом 2023 года Йоич перешёл в английский «Сток Сити», подписав контракт на четыре года. 2 сентября в матче против «Престон Норт Энд» он дебютировал в Чемпионшипе.

## Международная карьера
В 2022 году Йоич в составе юношеской сборной Сербии принял участие в юношеском чемпионате Европы в Словакии. На турнире он сыграл в матчах против команд Израиля, Англии и Австрии.